# 줄리언 모리스
줄리언 모리스(Julian Morris, 1983년 1월 13일 ~ )는 잉글랜드의 배우이다.

## 출연 작품
- 작전명 발키리 - 젊은 중위 (사막) 역
- 백악관을 무너뜨린 사나이 - 밥 우드워드 역